# Жираф в огне
«Жираф в огне» — картина испанского художника Сальвадора Дали, написанная в 1936—1937 годах. Находится в Художественном музее города Базеля.

## Предыстория
Картина была написана в 1936—1937 годах перед эмиграцией в США (1940—1948). Несмотря на то, что Дали объявил себя аполитичным, эта картина является демонстрацией реакции художника на борьбу внутри своей страны.

## О картине
На картине мы видим сумеречное состояние с тёмно-синим небом и нехарактерной для Сальвадора Дали низкой линией горизонта.
На переднем плане мы видим фигуры двух женщин, одна из них с выдвинутыми ящиками. Фигуры нечеткие и как бы тают, что отсылает нас к более ранним работам художника. Фигуры поддерживаются своеобразными костылями и конструкциями, символизирующими подсознание.
Главный персонаж картины, собственно сам горящий жираф, помещён на дальний план. Дали называл его изображение «мужским космическим апокалиптическим монстром». Для автора горящий жираф являлся символом предчувствия войны.

Эта работа, исключительно мощная, выполнена в необычной для Дали эскизной манере. Синие тона усиливаются сиянием красных и жёлтых. Поза женской фигуры на первом плане восходит к персонажу, изображённому на рисунке Дали Воображаемый костюм для «бала сновидений»: руки представляют собой пылкие желания авиаторов, опубликованном в марте 1935 года в журнале «The American Weekly».

## Отсылки к другим образам
- Работа также отсылает нас к скульптурам Дали «Венера Милосская с ящиками» и «Венера в жирафе».
- Дали впервые использовал образ горящего огня в фильме 1930 года «Золотой век», а потом и в картине «Сотворение чудовищ» (1937).